# Дамнаменеј
Дамнаменеј (грч. Δαμναμενευς) је у грчкој митологији било име више личности.

## Етимологија
Име Дамнаменеј има значење „стваралац чаролија“. Према Роберту Гревсу, ово име има значење „онај који присиљава“, односно „маљ“. Према тумачењу Драгослава Срејовића, ово име значи „ковач“.

## Митологија
1. Према Аполонију са Рода и Хесиоду, Дамнаменеј је био један од дактила.[4][5] Према Гревсу, ово име је заправо била титула за једног од тројице најстаријих дактила. Друга два су били Келмид и Акмон.[2]
2. Према Диодору и Нону, био је један од телхина који се придружио Дионису на његовом походу на Индију. Био је син Посејдона и Таласе.[6]